# Borghetto Santo Spirito
Borghetto Santo Spirito é uma comuna italiana da região da Ligúria, província de Savona, com cerca de 5.076 habitantes. Estende-se por uma área de 5 km², tendo uma densidade populacional de 1015 hab/km². Faz fronteira com Boissano, Ceriale, Loano, Toirano.

## Demografia
| Variação demográfica do município entre 1861 e 2011                               |
|                                                                                   |
| Fonte: Istituto Nazionale di Statistica (ISTAT) - Elaboração gráfica da Wikipedia |